# Detlev Eisinger
Detlev Eisinger (* 26. November 1957 in München) ist ein deutscher Pianist.

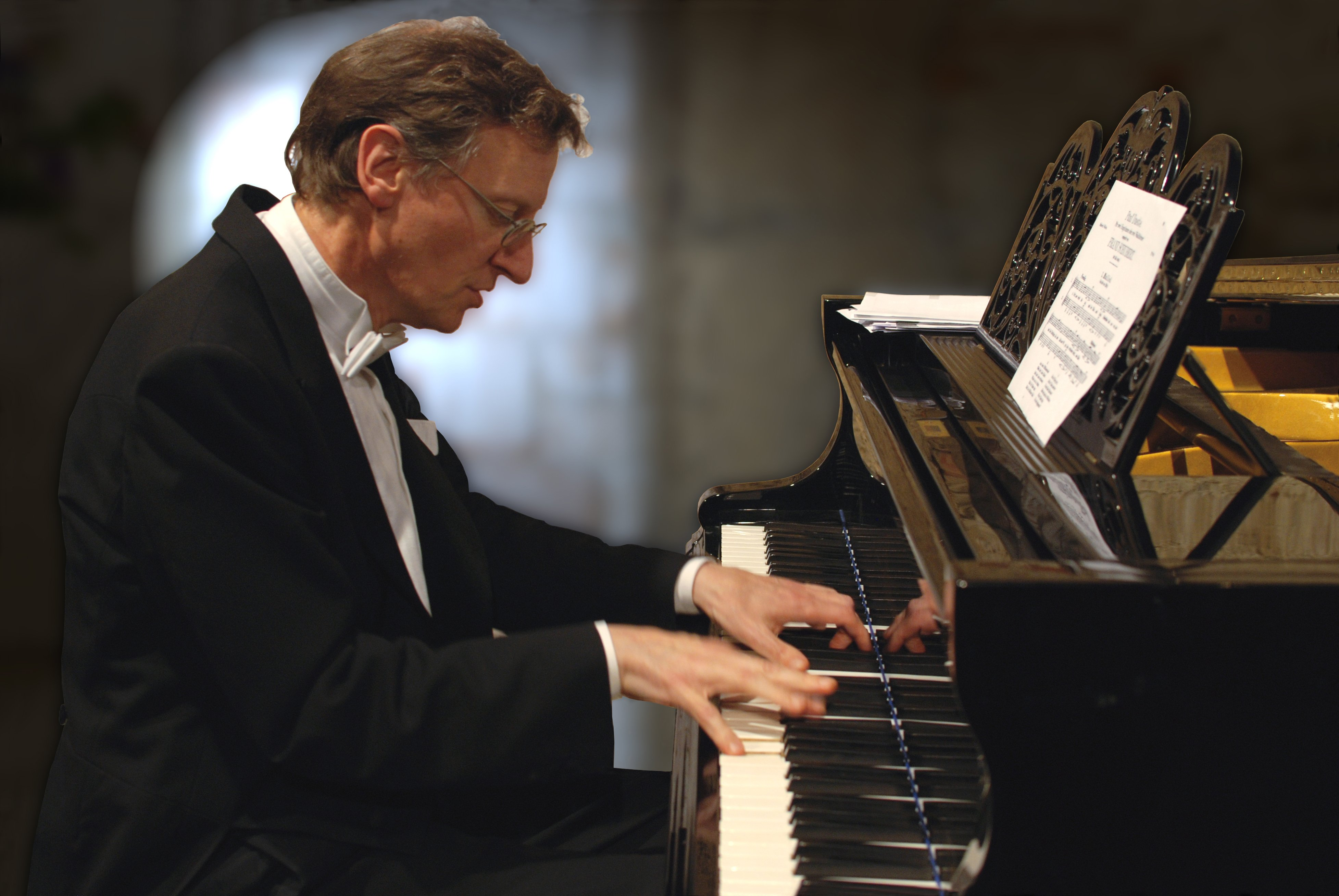
Detlev Eisinger bei einem Konzert im Mai 2011

## Leben und Wirken
Eisinger begann mit dem Klavierspiel im Alter von sieben Jahren und kam mit elf Jahren zu dem Pianisten Walter Krafft, der wie Dinu Lipatti aus der rumänischen Schule von Florica Musicescu stammt und das Münchener Musikseminar gegründet hatte. Eisinger gab mit 13 Jahren den ersten Klavierabend und die ersten Konzerte mit Orchester. Ab 1976 studierte Eisinger bei Professor Erik Then-Bergh an der Münchner Musikhochschule und schloss dort 1980 sein Staatsexamen mit Auszeichnung ab. Ein Stipendium führte ihn 1986 an die Cité Internationale des Arts in Paris. Nach seinem Examen begann er eine rege Konzerttätigkeit im In- und Ausland. Hervorzuheben ist hier die vollständige Aufführung des Wohltemperierten Klaviers von Johann Sebastian Bach in München, Wien, Salzburg und Klagenfurt. Darüber hinaus war er in Menton, Paris, Montpellier, beim Kissinger Sommer, beim Richard-Strauss-Festival in Garmisch-Partenkirchen sowie beim Kodály-Festival im ungarischen Kecskemét zu hören; außerdem gab es noch fünf Konzerttourneen in Südafrika. Es folgten Klavierkonzerte und Klavierabende in europäischen Hauptstädten in Kanada und den USA sowie etliche Rundfunk- und CD-Aufnahmen.
Einen bedeutsamen Auftritt hatte Eisinger beim Münchner Klaviersommer 1990 mit Schumanns Carnaval, wonach dann Friedrich Gulda den zweiten Teil des Konzerts gestaltete. Es folgten sein Debüt in der Berliner Philharmonie mit Mendelssohns g-moll-Klavierkonzert und Klavierabende in europäischen Hauptstädten sowie in Toronto/Kanada und San Francisco/USA.
Zu publikumswirksamen Erfolgen wurden Eisingers Gesprächskonzerte, in denen er einführende Erläuterungen mit Musikbeispielen gibt. Speziell bei komplexeren Werken, wie Bachs Goldberg-Variationen, Beethovens Diabelli-Variationen oder einem Zyklus mit dessen 32 Klaviersonaten werden die Zuhörer damit tiefer in das jeweilige Werk eingeführt. Ein weiteres Beispiel seiner Vielseitigkeit stellen seine Einführungsvorträge zu den Bühnenwerken Richard Wagners dar. Von 2002 bis 2008 hielt er für die Bayreuther Festspiele Einführungen in Form von Klavier-Matineen zu Wagners sämtlichen Opern, was weitere Einladungen verschiedener in- und ausländischer Opernhäuser und Festivals zur Folge hatte. Für die CD-Einspielungen dieser Einführungen erhielt Eisinger im Jahr 2017 den Pro-Musica-Viva-Preis der Maria-Strecker-Daelen-Stiftung.
Obwohl in erster Linie Solist, engagiert sich Eisinger ebenso gerne als Kammermusiker und Liedbegleiter, auch von bekannten Sängern wie Hermann Prey und Kieth Engen. Mit der Geigerin Franziska Pietsch entwickelte sich von 2012 bis 2018 eine intensive Zusammenarbeit, die zu erfolgreichen Konzerten und Aufnahmen geführt hat, so die Aufnahme aller Violinsonaten von Edvard Grieg im Juli 2015. Diese CD wurde für den Preis der deutschen Schallplattenkritik 04/2015 sowie für den International Classical Music Award (ICMA) nominiert. Bald darauf erschien die dritte CD mit Werken von Karol Szymanowski und César Franck. Diese Aufnahme wurde von der Musikzeitschrift Pizzicato mit dem »Supersonic-Preis« ausgezeichnet und bekam ebenfalls eine Nominierung für den International Classical Music Award.
Nachdem die Aufnahme der zehn Einführungsvorträge zu Opern von Richard Wagner mit Erläuterungen und Musikbeispielen (nach dem Vorbild der Matineen in Bayreuth) zwischenzeitlich abgeschlossen ist, ist ein weiteres Projekt von Detlev Eisinger die CD-Einspielung aller Beethoven-Klaviersonaten, wobei er als erster Pianist jeder Sonate Erläuterungen mit Klangbeispielen vorausschickt. Die ersten dreizehn dieser Sonaten sind in dieser Form bereits erschienen.

## Diskografie

### Compact Discs
- Beethoven-Klaviersonaten, Gesamtaufnahmen mit Erläuterungen:
  - Vol. 1: op. 2 Nr. 1, op. 31 Nr. 3, op. 26 (Trauermarsch), op. 57 (Appassionata)
  - Vol. 2: op. 14 Nr. 2, op. 2 Nr. 3, op. 109, op. 27 Nr. 2 (Mondschein)
  - Vol. 3: op. 10 Nr. 2, op. 78, op. 28 (Pastorale), op. 13 (Pathétique), op. 110

(die Reihe wird fortgesetzt)
- Werkeinführungen zu Opern von Richard Wagner mit zahlreichen Musikbeispielen, gesprochen und gespielt von Detlev Eisinger:
  - Der Fliegende Holländer
  - Tannhäuser
  - Lohengrin
  - Tristan und Isolde
  - Die Meistersinger von Nürnberg
  - Tetralogie Der Ring des Nibelungen:
    - Das Rheingold
    - Die Walküre
    - Siegfried
    - Götterdämmerung

  - Parsifal
- J. S. Bach: Das Wohltemperierte Klavier, Band I und II (Aufnahmen von 1976 bis 1980)
- Goldberg-Variationen / Schubert-Sonate:
  - J. S. Bach: Goldberg-Variationen BWV 988
  - F. Schubert: Sonate c-Moll D 958
- Klaviermusik von Bach bis Chopin: W. A. Mozart: Sonate A-Dur KV 331; L. v. Beethoven: Sonate c-Moll op. 13 (Pathétique); F. Mendelssohn Bartholdy: Rondo capriccioso op. 14; F. Schubert: Impromptu Ges-Dur op. 90 Nr. 3 (D 899); F. Chopin: Prélude Des-Dur op. 28 Nr. 15 und Scherzo Nr. 2 b-Moll op. 31; J. S. Bach: Choralbearbeitung Jesus bleibet meine Freude BWV 147
- Paraphrasen von Liszt, Wolf und Brassin über Themen von Richard Wagner:
  - Wagner / Liszt, aus Tannhäuser: Pilgerchor – Einzug der Gäste auf der Wartburg – Rezitativ und Romanze des Wolfram O du mein holder Abendstern
  - Wagner / Liszt, aus Der fliegende Holländer: Spinnerlied – Ballade der Senta
  - Wagner / Liszt, aus Lohengrin: Elsas Traum – Elsas Brautzug zum Münster
  - Wagner / Liszt, aus Tristan und Isolde: Isoldes Liebestod
  - Wagner / Wolf: Paraphrase über Die Meistersinger von Nürnberg
  - Wagner / Brassin, aus Walküre: Feuerzauber
- Mozart, Chopin, Liszt: W. A. Mozart: Sonate D-Dur KV 311, F. Chopin: Sonate Nr. 3 h-Moll op. 58, F. Liszt: Variationen über Weinen, Klagen, Sorgen, Zagen nach J. S. Bach
- Quiet Classics – Lyrische Klaviermusik: Bach, Mozart, Mendelssohn Bartholdy, Schumann, Chopin und andere
- Lieder und Balladen von Wilhelm Busch (Komponist: Adolph Kurt Böhm) mit Florian Prey, Bariton und Detlev Eisinger, Klavier
- Lieder auf Texte verschiedener Dichter (Komponist: Adolph Kurt Böhm) mit Alexandra Petersamer, Mezzosopran und Detlev Eisinger, Klavier.
- Kammermusik für Violine und Klavier. Ludwig van Beethoven: Sonate A-Dur op. 47, „Kreutzer-Sonate“; Wolfgang Amadeus Mozart: Sonate B-Dur KV 454; Johannes Brahms: Sonate Nr. 3 d-Moll op. 108 mit Franziska Pietsch, Violine und Detlev Eisinger, Klavier
- Edvard Grieg: Sämtliche Sonaten für Violine und Klavier (op. 8 F-Dur, op. 13 G-Dur und op. 45 c-Moll) mit Franziska Pietsch, Violine und Detlev Eisinger, Klavier
- Sergei Prokofjew: Sämtliche Kompositionen für Violine und Klavier (Fünf Melodien op. 35 b, Sonate Nr. 1 f-Moll op. 80, Sonate Nr. 2 D-Dur op. 94 b) mit Franziska Pietsch, Violine und Detlev Eisinger, Klavier
- Karol Szymanowski: Mythen (op. 30) und Romanze (op. 23) mit Franziska Pietsch, Violine und Detlev Eisinger, Klavier
- César Franck: Sonate A-Dur für Violine und Klavier mit Franziska Pietsch, Violine und Detlev Eisinger, Klavier
- Max Reger: Klavierquartett Nr. 2 a-Moll op. 133 mit Detlev Eisinger, Klavier und dem Trio Lirico (Franziska Pietsch, Violine, Sophia Reuter, Viola und Johannes Krebs, Violoncello). Auf der gleichen CD befinden sich noch: Max Reger, Streichtrio Nr. 1 a-Moll op. 77b und Nr. 2 d-Moll op. 141b mit dem Trio Lirico.

### Langspielplatten
- J. S. Bach: Das Wohltemperierte Klavier, Band I und II
- Klavierwerke von Scarlatti und Balakirew: Domenico Scarlatti, 7 Sonaten; Mili Balakirew, Sonate b-Moll
- Klavierwerke von Franz Liszt: Polonaise Nr. 2 E-Dur, Liebestraum Nr. 3, zwei Franziskus-Legenden, Ungarische Rhapsodie Nr. 2, Die Nachtigall (nach Aljabjew), Konzertetude Nr. 2 La Leggierezza
- Klavierwerke von Beethoven, Mendelssohn Bartholdy und Chopin: L. v. Beethoven, Sonate c-Moll op. 13 (Pathétique); F. Mendelssohn Bartholdy, Variations sérieuses d-Moll op. 54; F. Chopin: Fantasie f-Moll op. 49

### Musikkassetten
- Detlev Eisinger und die Bamberger Symphoniker: F. Chopin, Klavierkonzert Nr. 2 f-Moll op. 21, Krakowiak op. 14, Don-Juan-Variationen op. 2